# 피닉스 (밴드)
피닉스(Phoenix)는 베르사유 교외에서 활동을 시작한 프랑스의 얼터너티브 록 밴드이다. 토마스 마스(Thomas Mars)와 덱 다르시(Deck D'Arcy), 크리스티앙 마잘라이(Christian Mazzalai), 로랑 브랑코비츠(Laurent Brancowitz)로 구성돼 있다.

## 내력

### 2000년: United
싱글 〈If I Ever Feel Better〉와 〈Too Young〉을 발매하고, 2000년에 《United》를 발매했다.

## 음반 목록

### 정규 음반
- United (2000년)
- Alphabetical (2004년)
- It's Never Been Like That (2006년)
- Wolfgang Amadeus Phoenix (2009년)
- Bankrupt! (2013)
- Ti Amo (2017)